# Георги Киселинов
Георги Якимов Киселинов (на македонска литературна норма: Ѓорѓи Киселинов) е български и югославски филолог, книжовник, фолклорист и учител, български опълченец.

## Биография
Георги Киселинов е роден на 3 (16) май 1888 година в Охрид, тогава в Османската империя. Завършва българско начално училище и прогимназия в родния си град, където сред учителите му са Лев Огненов, Антон Кецкаров, Иван Нелчинов и Владимир Бояджиев. Учи в Битолската българска класическа гимназия в периода 1903 – 1907 година.
От 1907 до 1909 година е учител в българските прогимназии в Хрупища и Костур, откогато е първата му публикация „Географско описание на град Хрупища“, отпечатана в екзархийския вестник „Вести“, Цариград. Следва и завършва руска филология в Историко-филологическия факултет на Одеския университет (1909 – 1915). Като студент в Одеса издава списание „Театър и танци“ (1911), а след това участва в издаването на „К свету“ и „Славянский юг“ (1912).
При вестта за началото на Балканската война прекъсва следването за да се включи през 1912 – 1913 г. като доброволец в Македоно-одринското опълчение, в щаба на неговата Четвърта битолска дружина. Награден с орден за храброст IV степен през 1913 г.
През 1917 година завършва Школата за запасни офицери. Участва в Първата световна война.
След Първата световна война се връща в родния край и става гимназиален учител. Властта на Кралска Югославия го мести постоянно от Охрид в Подгорица, Ресен, Сента, Алексинац, Биело поле, Плевля, Чуприя, Скопие, Сомбор, Велика Кикинда, и отново в Биело поле и Подгорица.
В междувоенния период Киселинов е автор на многобройни фолклористични и литературни публикации. Подготвя за печат граматики на сръбски език, които са одобрени от министерство на просветата в Белград през 1940 г., но остават неотпечатани поради разпада на Кралство Югославия през Втората световна война. Особено значение има книжовната му дейност като издател на скопското списание „Луч“ (1937 – 1938), в което се публикуват редица материали на местни македонски диалекти. Киселинов е основният двигател на редакцията на списанието. Така например Киселинов критикува сръбския филолог Миливое Павлович, че е възприел тезата на Александър Белич за „македонски строщокавски диалекти“, и че не признава, че промените в македонския диалект са „негови органически особености, чрез които той от синтетичен е станал аналитичен, както това е с българския език“. В списанието Киселинов публикува и много български народни песни и приказки от Ресенско и Охридско. След забраната на списанието, Киселинов е преместен от Скопие в Подгорица.
По време на българското управление на Вардарска Македония е директор на женската (1941 – 1943) и учител в мъжката гимназия в Скопие (1943 – 1944). Председател на Скопското македоно-одринско опълченско дружество. Награден е с медал със зелена лента за участието си в Първата световна война. Член на Македонския научен институт от 1942 г. Издава спомени за участието си в Македоно-одринското опълчение, както и редица публицистични и фолклорни материали, в които открито декларира българските си народностни чувства.
След войната подготвя за печат „Кратка македонска граматика“ (25 октомври 1944) и участва в Първата езикова комисия на АСНОМ (27 ноември – 4 декември 1944). Заради заеманите позиции против сърбизирането на македонската езикова норма и безспорния си авторитет той е репресиран от новите югославски власти и е отстранен от научна работа. Въпреки интелектуалните си способности не е допуснат да преподава в Скопския университет, а името му е заличавано от книгите, които той превежда или редактира. Главният кодификатор на новия официален македонски език Блаже Конески е един от главните му гонители. Редица написани и предложени от него произведения са отхвърлени за печат. Едва през 1956 г. е публикувана една учебна македонска граматика и посмъртно през 1962 г. – кратка руска граматика.
Работи като преводач в издателствата „Култура“ и „Просветно дело“ (1945 – 1947), като учител в икономическия техникум (1947 – 1948) и в средното медицинско училище (1948 – 1950) в Скопие. В края на живота си е редови библиотекар в ректората на Скопския университет (1950 – 1952) и в Народната и университетска библиотека „Свети Климент Охридски“ в Скопие (1952 – 1961).

## Съчинения
- Народне умотворине из Јужне Србије (1925)
- Охридско-преспанска лира (1925)
- Народне љубавне песме из Битоља (1929)
- Стари српски рукописи у Бијелом Пољу (1930)
- Кузман Капидан (1938)
- Подвизитѣ на македоно-одринци презъ 1912-1913 година (Лични спомени и впечатления на доброволецъ отъ IV Битолска дружина) (1943)
- Македонски народни приказки (1944)
- Македонска граматика: за VI одделение и II клас (1956)
- Кратка руска граматика (1962)